# Prater (Bochum)
Der Prater ist eine Großraumdiskothek in Bochum-Hofstede.

## Geschichte
Der Prater wurde 1990 vom Gastronomen Hubert Grote als Tanzcafé mit gehobenem Ambiente eröffnet. 1994 wurde das Areal mit dem Dom, einer ehemaligen Squashhalle, auf nun 5000 m² erweitert und gehört ab da zu den größten Diskotheken Deutschlands. 1998 und 2004 wechselten jeweils die Betreiber. Mit mindestens vier verschiedenen Clubs unter einem Dach sollen unterschiedliche Geschmäcker bedient werden.

## Areale
- Dom (House, Dance, Charts)
- Swing (Pop, Partyhits)
- Gold Club (R&B, Hip-Hop)

Neben den genannten Clubs gibt es noch weitere Bars und Lounges.

## Künstler
Eine Vielzahl an Künstlern traten im Prater auf. Darunter Ja Rule, Die Atzen, DJ Antoine, Sean Paul, Cascada, Da Tweekaz, Klubbingman, H. P. Baxxter, Michael Wendler, Mickie Krause, Norman Langen, R3hab, AronChupa, Doc Phatt, Tromla, DJ Deep, DJ Dean, Finger & Kadel, Jay Frog, Lost Frequencies, Kurd Maverick, Harris & Ford, FiNCH, HBz.